# Xe đạp tại Đại hội Thể thao Đông Nam Á 2023 - Đường trường
Xe đạp đường trường tại Đại hội Thể thao Đông Nam Á 2023 diễn ra từ ngày 11 đến ngày 13 tháng 5 năm 2023, tỉnh Xiêm Riệp, Campuchia.

## Bảng huy chương
| Hạng               | Đoàn               | Vàng | Bạc | Đồng | Tổng số |
| ------------------ | ------------------ | ---- | --- | ---- | ------- |
| 1                  | Malaysia           | 1    | 1   | 2    | 4       |
| 2                  | Thái Lan           | 1    | 1   | 0    | 2       |
| 2                  | Việt Nam           | 1    | 1   | 0    | 2       |
| 2                  | Indonesia          | 1    | 1   | 0    | 2       |
| 5                  | Philippines        | 0    | 0   | 2    | 2       |
| Tổng số (5 đơn vị) | Tổng số (5 đơn vị) | 4    | 4   | 4    | 12      |

### Huy chương
| Sự kiện                         | Vàng                                    | Bạc                                     | Đồng                                |
| ------------------------------- | --------------------------------------- | --------------------------------------- | ----------------------------------- |
| Tính giờ cá nhân Nam            | Terry Yudha Kusuma · Indonesia          | Nur Amirul Fakhruddin Mazuki · Malaysia | Ronald Oranza · Philippines         |
| Tính giờ cá nhân Nữ             | Jutatip Maneephan · Thái Lan            | Nguyễn Thị Thật · Việt Nam              | Nur Aisyah Mohamad Zubir · Malaysia |
| Xuất phát đồng hành cá nhân Nam | Nur Amirul Fakhruddin Mazuki · Malaysia | Aiman Cahyadi · Indonesia               | Ronald Oranza · Philippines         |
| Xuất phát đồng hành cá nhân Nữ  | Nguyễn Thị Thật · Việt Nam              | Jutatip Maneephan · Thái Lan            | Nur Aisyah Mohamad Zubir · Malaysia |